# Sterol-Δ24-Reduktase
Die Sterol-Δ24-Reduktase (auch: 24-Dehydrocholesterol-Reduktase) ist das Enzym, das die Hydrierung von Sterolen an der 24-Doppelbindung katalysiert. Die Reaktion findet in allen Eukaryoten bei der Cholesterinbiosynthese statt. Das Enzym ist in der Membran des Golgi-Apparats und des endoplasmatischen Reticulums lokalisiert. Beim Menschen wird es vor allem im Gehirn und den Nebennieren produziert, aber auch in Leber, Lunge, Milz, Prostata und Wirbelsäule. Mutationen im DHCR24-Gen sind für die seltene Erbkrankheit Desmosterolose verantwortlich.

## Katalysierte Reaktion
+ NADPH/H+ ⇔  + NADP+
5α-Cholesta-7,24-dien-3β-ol wird zu Lathosterin hydriert.
 + NADPH/H+ ⇔  + NADP+
Desmosterin wird zu Cholesterin hydriert.
Störungen liegen bei der Greenberg-Dysplasie vor.